# Brachionidium sherringii
Brachionidium sherringii är en orkidéart som beskrevs av Robert Allen Rolfe. Brachionidium sherringii ingår i släktet Brachionidium och familjen orkidéer. Inga underarter finns listade i Catalogue of Life.